# Russula versatilis
Russula versatilis är en svampart som beskrevs av Romagn. 1962. Russula versatilis ingår i släktet kremlor och familjen kremlor och riskor.  Artens status i Sverige är: Ej påträffad. Inga underarter finns listade i Catalogue of Life.

## Bildgalleri

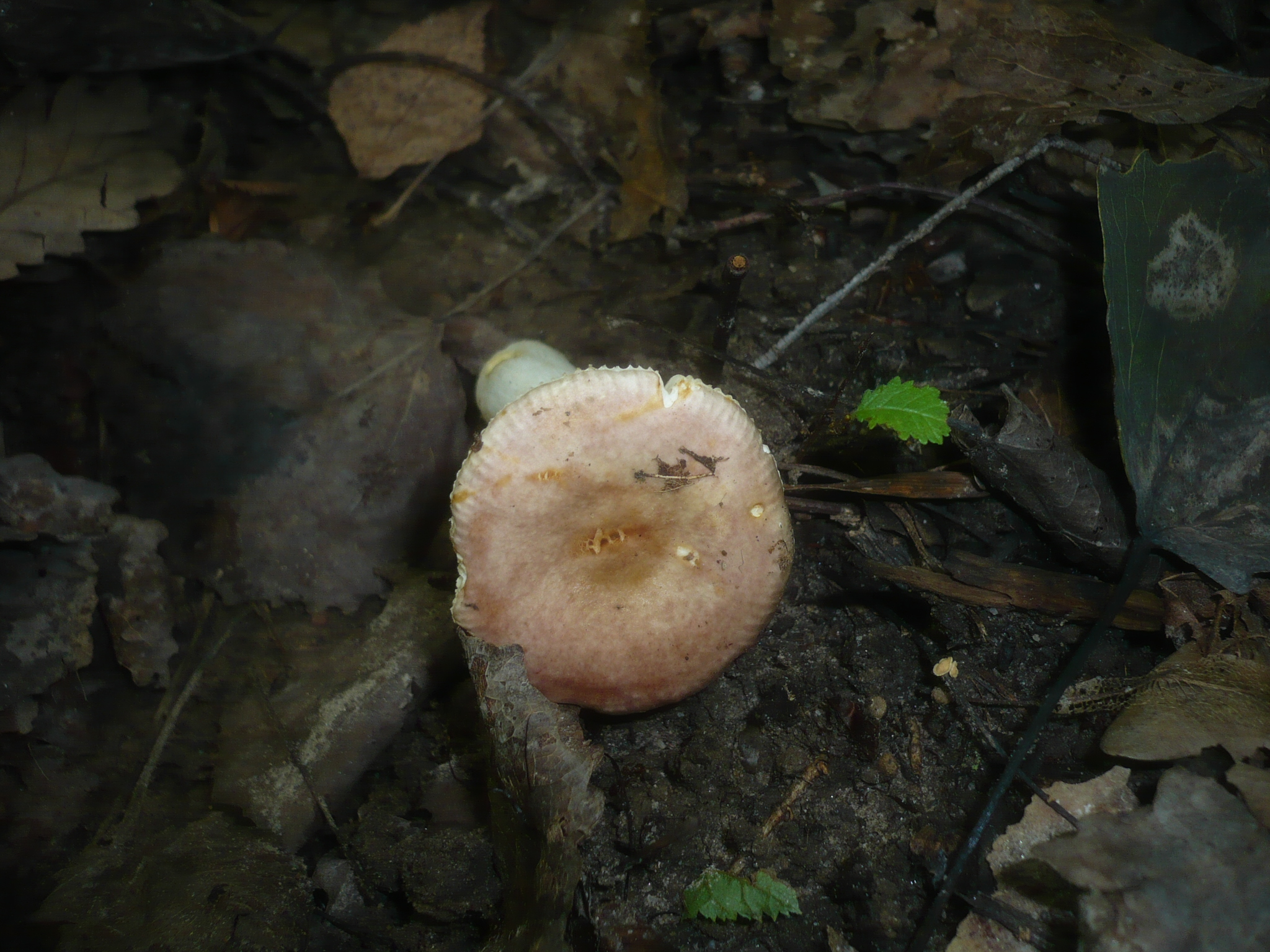